# Wolferlohe
Wolferlohe är ett kommunfritt område och ort i Landkreis Schwandorf i Regierungsbezirk Oberpfalz i förbundslandet Bayern i Tyskland.